# Валрам I (Насау)
Валрам I (на френски: Valéran de Laurenbourg en Nassau; на немски: Walram I, * ок. 1146, † 1 февруари 1198) е от 1154 до 1198 г. граф на Насау.

## Биография
Той е третият син на граф Рупрехт I от Насау (1090 – 1154) и съпругата му Беатрис от Лимбург (1115– сл. 1164), дъщеря на Валрам III, херцог на Долна Лотарингия, и Юта/Юдит от Гелдерн, дъщеря на граф Герхард I от Гелдерн.
Когато баща му умира Валрам е на седем години. Той управлява заедно с по-големия му брат Рупрехт II, който умира през 1159 г. По-късно той управлява заедно с братовчедите си Хайнрих I и Рупрехт III (синове на чичо му Арнолд I фон Лауренбург). След тяхната смърт през 1167 и 1191 г. той управлява сам.
Валрам има конфликти с архиепископите на Трир и със съседните фамилии Епщайн, Солмс и Катценелнбоген. Той участва, както и братовчед му Рупрехт, в Третия кръстоносен поход, и в основаването на Тевтонския орден в Акон (неговият внук Рупрехт V става по-късно рицар на ордена).

## Фамилия
Валрам се жени за Кунигунде (1136 – 1189) от Цигенхайн, дъщеря на граф Готфрид I (1099 – 1168) от Вегебах-Цигенхайн. Двамата имат три деца:
- Хайнрих II Богатия, граф на Насау (1180 – 1251)
- Рупрехт IV, граф на Насау (1198 – 1230)
- Беатрис, става монахиня